# 張彝宣
張彝宣（？—？），字大復、又字心其，自号寒山子，吴县人，明末清初戲曲作家。

## 生平
生卒年不詳。张彝宣是戲曲作家，深谙音律，编纂《寒山堂曲谱》時，曾得李玉、钮少雅的协助。與钮少雅《南曲九宫正始》齐名，時称“钮张”。清初順治年間尚在世。作品有《如是观》、《天下乐》、《金刚凤》、《醉菩提》、《海潮音》、《钓鱼船》、《井中天》、《快活三》、《獭镜缘》、《苞蕉井》、《喜重重》、《龙华会》、《双节孝》、《双福寿》、《读书声》、《娘子军》、《小春秋》、《天有眼》、《发琅钏》、《龙飞报》、《吉祥兆》、《痴情谱》、《紫琼瑶》等23種，今存前11种，未完成有《智串旗》、《三祝杯》、《大节烈》、《罗江怨》、《新亭泪》、《金凤钗》等6種，《传奇汇考标目》还记载《竹叶舟》1種。